# Jean-Mattéo Bahoya
Jean-Mattéo Bahoya Négoce  (Montfermeil, 7 mei 2005) is een Frans voetballer die bij voorkeur als offensieve middenvelder speelt. Hij tekende in 2024 voor Eintracht Frankfurt.

## Clubcarrière
Bahoya speelde acht seizoenen in de jeugd bij Angers SCO. In mei 2022 tekende hij zijn eerste profcontract en op 6 januari 2023 debuteerde hij in de beker tegen RC Strasbourg. Op 25 januari 2024 tekende Bahoya een contract tot 2029 bij Eintracht Frankfurt, dat acht miljoen euro veil had voor de middenvelder.